# Solsynkron bana

Bilden visar en planets omloppsbana runt sin stjärna. Runt planeten finns en solsynkron bana i grönt och en icke synkron bana i rött.

En solsynkron bana (SSO), även kallad heliosynkron bana, är en geocentrisk bana som kombinerar höjd och lutning på ett sådant sätt att ett objekt på banan passerar en viss given latitud på jorden vid samma lokala medelsoltid. Mer tekniskt sett är det en omloppsbana som är arrangerad så att den precesserar genom ett helt varv varje år, så den har alltid samma förhållande till solen.
Solsynkrona banan är en nästan polär bana som lutar några grader mot planetens polaxel. För att en solsynkron bana ska vara möjlig måste planeten ha en något oval form där ekvatorn buktar ut. En solsynkron bana runt jorden ska luta cirka åtta grader mot polaxeln.
Solsynkrona omloppsbanor är möjliga runt ovala planeter som jorden och Mars. Men Venus är för sfärisk för att ha en satellit i solsynkron bana. 

## Användning
Ytans belysningsvinkel kommer att vara nästan samma varje gång, vilket är användbart för satelliter som avbildar jordens yta i synliga eller infraröda våglängder. Exempel på sådana satelliter är väder- och spionsatelliter. En satellit i solsynkron bana kan passera ekvatorn tolv gånger per dygn och varje gång omkring 15:00 genomsnittlig lokal tid. Detta uppnås genom banplanet genomgår precession ungefär en grad per dag med avseende på himmelssfären, åt öster, för att hålla jämna steg med jordens rörelse runt solen.

Solsynkron bana från en toppvy av ekliptikplanet med lokala soltidszoner (LST) för referens och en fallande nod på 10:30. LST-zonerna visar hur den lokala tiden under satelliten varierar på olika breddgrader och olika punkter på dess omloppsbana.

Särskilda fall av den solsynkrona omloppsbanan är middags-/midnattsomloppsbanan, där den lokala medeltiden för solpassage för ekvatoriella breddgrader är runt middagstid eller midnatt, och grynings-/skymningsbanan, där den lokala medeltiden för solpassage för ekvatoriallatituder är runt soluppgång eller solnedgång, så att satelliten mellan dag och natt terminatorn. Att åka på terminatorn är användbart för aktiva radarsatelliter, eftersom satelliternas solpaneler alltid kan se solen utan att skuggas av jorden. Det är också användbart för vissa satelliter med passiva instrument som behöver begränsa solens inverkan på mätningarna, eftersom det är möjligt att alltid peka instrumenten mot jordens nattsida. Gryning/skymningsbanan har använts för solobserverande vetenskapliga satelliter som TRACE, Hinode och PROBA-2, vilket ger dem en nästan kontinuerlig vy av solen. 

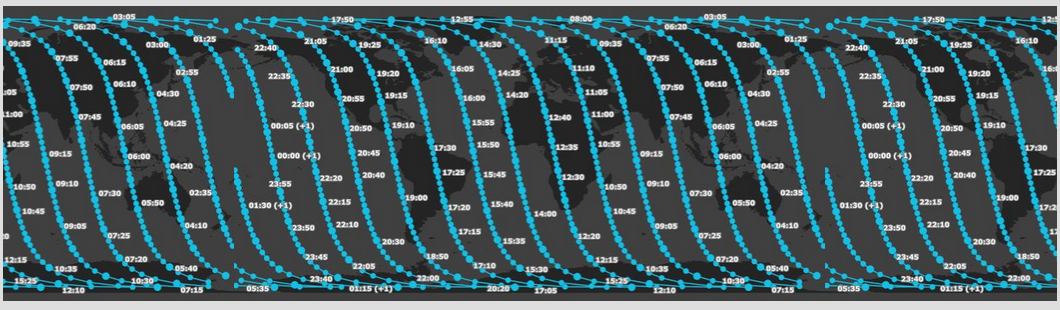
År 2021 korsar Aquas stigande omloppsbana ekvatorn klockan 13:30 lokal tid
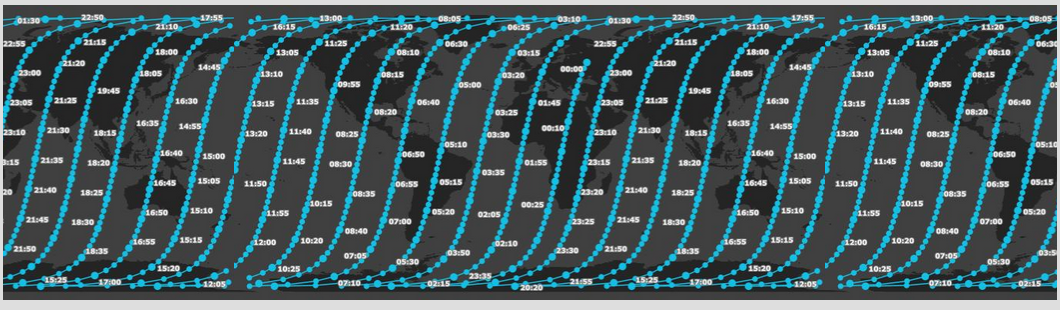
År 2021 korsar Aquas fallande omloppsbana ekvatorn kl. 01:30 lokal tid

## Orbital precession
En solsynkron bana uppnås genom att den oskulerande omloppsplanets precess (roterar) ungefär en grad österut varje dygn med avseende på himmelssfären för att hålla jämna steg med jordens rörelse kring solen. Denna precession uppnås genom att ställa in lutningen till omloppsbanans höjd (se Tekniska detaljer) så att jordens ekvatoriska utbuktning, som stör lutande banor, får rymdfarkostens omloppsplan att precessera med den önskade hastigheten. Banans plan är inte fixerat i rymden i förhållande till de avlägsna stjärnorna, utan roterar långsamt runt jordens axel.
Typiska solsynkrona banor kring jorden ligger på höjden, cirka 600–800 km med omloppsperiod i intervallet 96–100 minuter och lutning på cirka 98°. Detta är något retrograd jämfört med jordens rotationsriktning: 0° representerar en ekvatorial bana och 90° representerar en polär bana.
Solsynkrona banor är möjliga runt andra oblata planeter, såsom Mars. En satellit som kretsar runt en planet som Venus som är nästan sfärisk kommer att behöva en yttre push för att upprätthålla en solsynkron bana.

## Tekniska detaljer
Vinkelprecessionen per bana för en satellit som kretsar kring jorden är ungefär given av 
{\displaystyle \Delta \Omega =-3\pi {\frac {J_{2}R_{\text{E}}^{2}}{p^{2}}}\cos i,}
där
J2 = 1.08263×10−3 är koefficienten för den andra zontermen relaterad tilljordens oblatitet,
RE ≈ 6378 km är jordens medelradie,
p är semi-latus rectum i omloppsbanan,
i är banans lutning mot ekvatorn.
En bana kommer att vara solsynkron när precessionshastigheten ρ = ⁠dΩ/dt är lika med jordens medelrörelse kring solen nE, vilket är 360° per sideriskt år (1,990 968 71 × 10−7  rad/s), så man måste sätta nE = ΔΩE|TE = ρ = ΔΩ|T, där TE är jordens omloppsperiod, medan T är perioden för rymdfarkosten runt jorden.
Eftersom omloppstiden för en rymdfarkost är 
{\displaystyle T=2\pi {\sqrt {\frac {a^{3}}{\mu }}},}
där a är halv storaxel i banan, och μ planetens standardgravitationsparameter (398 600,440 km3/s2 för jorden) samt p ≈ a för en cirkulär eller nästan cirkulär bana, följer det att 
{\displaystyle {\begin{aligned}\rho &\approx -{\frac {3J_{2}R_{\text{E}}^{2}{\sqrt {\mu }}\cos i}{2a^{7/2}}}\\&=-(360^{\circ }{\text{ per year}})\times \left({\frac {a}{12\,352{\text{ km}}}}\right)^{-7/2}\cos i\\&=-(360^{\circ }{\text{ per year}})\times \left({\frac {T}{3.795{\text{ h}}}}\right)^{-7/3}\cos i,\end{aligned}}}
eller när ρ är 360° per år,
{\displaystyle \cos i\approx -{\frac {2\rho }{3J_{2}R_{\text{E}}^{2}{\sqrt {\mu }}}}a^{7/2}=-\left({\frac {a}{12\,352{\text{ km}}}}\right)^{7/2}=-\left({\frac {T}{3.795{\text{ h}}}}\right)^{7/3}.}
Som ett exempel, med  med a =7 200 km, det vill säga för en höjd a − RE ≈ 800 km av rymdfarkosten över jordens yta ger denna formel en solsynkron lutning på 98,7°.
Observera att enligt denna approximation är cos i lika med −1 när halva storaxeln är lika med 12 352 km, vilket innebär att endast lägre banor kan vara solsynkrona. Perioden kan vara i intervallet från 88 minuter för en mycket låg omloppsbana (a = 6 554 km, i = 96°) till 3,8 timmar (a =12 352 km, men denna omloppsbana skulle vara ekvatorial, med i = 180°). En längre period än 3,8 timmar kan vara möjlig genom att använda en excentrisk bana med p < 12352 km men a > 12 352 km.
Om man vill att en satellit ska flyga över någon given plats på jorden varje dygn vid samma timme, måste satelliten genomföra ett helt antal omlopp per dygn. Om man antar en cirkulär bana, kommer denna ner till mellan 7 och 16 omlopp per dygn, eftersom att göra mindre än 7 omlopp skulle kräva en höjd över maximinivån för en solsynkron bana, och att göra mer än 16 skulle kräva en omloppsbana inuti jordens atmosfär eller yta. De resulterande giltiga banorna visas i följande tabell. (Tabellen har beräknats under antagande av de angivna perioderna. Omloppsperioden som bör användas är faktiskt något längre. Till exempel har en retrograd ekvatorialbana som passerar över samma plats efter 24 timmar en verklig period som är ungefär 365/364 ≈ 1.0027 gånger längre än tiden mellan överfarter. För icke-ekvatoriella banor är faktorn närmare 1.)
| Banor per dygn | Period (h) | Period (h) | Höjd (km) | Maximal latitud | Lutning |
| -------------- | ---------- | ---------- | --------- | --------------- | ------- |
| 16             | 1 1/2      | = 1:30     | 274       | 83,4°           | 96,6°   |
| 15             | 1 3/5      | = 1:36     | 567       | 82,3°           | 97,7°   |
| 14             | 1 5/7      | ≈ 1:43     | 894       | 81,0°           | 99,0°   |
| 13             | 1 11/13    | ≈ 1:51     | 1 262     | 79,3°           | 100,7°  |
| 12             | 2          |            | 1 681     | 77,0°           | 103,0°  |
| 11             | 2 2/11     | ≈ 2:11     | 2 162     | 74,0°           | 106,0°  |
| 10             | 2 2/5      | = 2:24     | 2 722     | 69,9°           | 110,1°  |
| 9              | 2 2/3      | = 2:40     | 3 385     | 64,0°           | 116,0°  |
| 8              | 3          |            | 4182      | 54,7°           | 125,3°  |
| 7              | 3 3/7      | ≈ 3:26     | 5 165     | 37,9°           | 142,1°  |
När man säger att en solsynkron bana går över en plats på jorden vid samma lokala tid varje gång, syftar detta på medelsoltid, inte skenbar soltid . Solen kommer inte att vara i exakt samma position på himlen under årets lopp (se Tidsekvation och Analemma).
Solsynkrona banor väljs mestadels ut för jordobservationssatelliter, med en höjd typiskt mellan 600 och 1000 km över jordytan. Även om en omloppsbana förblir solsynkron, utvecklas dock andra omloppsparametrar som argument om periapsis och den orbitala excentriciteten, på grund av störningar av högre ordning i jordens gravitationsfält, solljustrycket och andra orsaker. Speciellt jordobservationssatelliter föredrar banor med konstant höjd när de passerar över samma plats. Noggrant val av excentricitet och placering av perigeum avslöjar specifika kombinationer där förändringshastigheten för störningar minimeras, och därför är omloppsbanan relativt stabil - en frusen omloppsbana, där rörelsen av positionen för periapsis är stabil. ERS-1, ERS-2 och Envisat från European Space Agency, såväl som MetOp-rymdfarkosterna EUMETSAT och ADARSAT-2 från Canadian Space Agency, drivs alla i sådana solsynkrona frusna banor.